# Patrick Dorgu
Patrick Dorgu, né le 26 octobre 2004 à Copenhague au Danemark, est un footballeur international danois qui évolue au poste d'arrière gauche à Manchester United.

## Biographie

### En club
Né à Copenhague au Danemark, d'un père nigérian et d'une mère danoise, Patrick Dorgu est formé par le FC Nordsjælland. Il rejoint ensuite l'Italie en s'engageant avec l'US Lecce en juillet 2022, où il poursuit sa formation,. Il se révèle comme l'un des grands espoirs du club dès sa première saison, où avec la Primavera il marque quatre buts en 33 matchs, et remporte le championnat lors de la saison 2022-2023.
Le 5 février 2023, Dorgu prolonge son contrat avec Lecce jusqu'en juin 2027.
C'est avec Lecce qu'il fait ses débuts en professionnel, jouant son premier match le 13 août 2023, lors d'une rencontre de coupe d'Italie face au Côme 1907. Il entre en jeu à la place de Antonino Gallo, sorti sur blessure au bout de quinze minutes de jeu, et se fait remarquer en délivrant une passe décisive pour Pontus Almqvist sur le but vainqueur de son équipe (1-0 score final).
En fin de mercato hivernal 2025, Patrick Dorgu signe pour cinq ans et demi au club anglais de Manchester United contre une indemnité estimé à 35 M€,.

### En sélection
Avec les équipes de jeunes il représente le Danemark, notamment les moins de 19 ans, jouant cinq matchs et marquant deux buts.
Le 27 août 2024, Patrick Dorgu est convoqué pour la première fois avec l'équipe nationale du Danemark par le sélectionneur Lars Knudsen. Il honore sa première sélection lors de ce rassemblement, le 5 septembre 2024 contre la Suisse et se fait remarquer en marquant dès son premier ballon touché, 42 secondes après son entrée en jeu à la place de Victor Nelsson, en reprenant un centre de Andreas Skov Olsen. Il ouvre ainsi le score et contribue à la victoire de son équipe par deux buts à zéro,.

## Statistiques

### En club
| Saison                | Club                  | Championnat           | Championnat | Championnat | Championnat | Coupe(s) nationale(s) | Coupe(s) nationale(s) | Coupe(s) nationale(s) | Compétition(s) continentale(s) | Compétition(s) continentale(s) | Compétition(s) continentale(s) | Compétition(s) continentale(s) | Total | Total | Total |
| Saison                | Club                  | Division              | M.          | B.          | P.d.        | M.                    | B.                    | P.d.                  | Comp.                          | M.                             | B.                             | P.d.                           | M.    | B.    | P.d.  |
| 2023-2024             | US Lecce              | Serie A               | 32          | 2           | 0           | 2                     | 0                     | 1                     | -                              | -                              | -                              | -                              | 34    | 2     | 1     |
| 2024-2025             | US Lecce              | Serie A               | 21          | 3           | 1           | 2                     | 0                     | 0                     | -                              | -                              | -                              | -                              | 23    | 3     | 1     |
| Sous-total            | Sous-total            | Sous-total            | 53          | 5           | 1           | 4                     | 0                     | 1                     | -                              | -                              | -                              | -                              | 57    | 5     | 2     |
| 2024-2025             | Manchester United     | Premier League        | 12          | 0           | 0           | 1                     | 0                     | 0                     | C3                             | 7                              | 0                              | 0                              | 20    | 0     | 0     |
| 2025-2026             | Manchester United     | Premier League        | 1           | 0           | 0           | -                     | -                     | -                     | -                              | -                              | -                              | -                              | 1     | 0     | 0     |
| Sous-total            | Sous-total            | Sous-total            | 13          | 0           | 0           | 1                     | 0                     | 0                     | -                              | 7                              | 0                              | 0                              | 21    | 0     | 0     |
| Total sur la carrière | Total sur la carrière | Total sur la carrière | 66          | 5           | 1           | 5                     | 0                     | 1                     | -                              | 7                              | 0                              | 0                              | 78    | 5     | 2     |

### En sélection
| Années                | Sélection             | Phases finales              | Phases finales | Phases finales | Phases finales | Éliminatoires | Éliminatoires | Éliminatoires | Éliminatoires | Amicaux | Amicaux | Amicaux | Autres compétitions | Autres compétitions | Autres compétitions | Autres compétitions | Total | Total | Total |
| Années                | Sélection             | Comp.                       | M.             | B.             | P.d.           | Comp.         | M.            | B.            | P.d.          | M.      | B.      | P.d.    | Comp.               | M.                  | B.                  | P.d.                | M.    | B.    | P.d.  |
| --------------------- | --------------------- | --------------------------- | -------------- | -------------- | -------------- | ------------- | ------------- | ------------- | ------------- | ------- | ------- | ------- | ------------------- | ------------------- | ------------------- | ------------------- | ----- | ----- | ----- |
| 2024                  | Danemark              | Euro 2024                   | -              | -              | -              | -             | -             | -             | -             | -       | -       | -       | LdN                 | 4                   | 1                   | 0                   | 4     | 1     | 0     |
| 2025                  | Danemark              | Ligue des nations 2024-2025 | 2              | 0              | 0              | -             | -             | -             | -             | 1       | 0       | 0       | -                   | -                   | -                   | -                   | 3     | 0     | 0     |
| Total sur la carrière | Total sur la carrière | Total sur la carrière       | 2              | 0              | 0              | -             | 0             | 0             | 0             | 1       | 0       | 0       | -                   | 4                   | 1                   | 0                   | 7     | 1     | 0     |

#### Matchs internationaux
Le tableau suivant liste les rencontres de l'équipe du Danemark dans lesquelles Patrick Dorgu a été sélectionné depuis le 5 septembre 2024 jusqu'à présent :

#### Buts internationaux
| Buts internationaux de Patrick Dorgu | Buts internationaux de Patrick Dorgu | Buts internationaux de Patrick Dorgu | Buts internationaux de Patrick Dorgu | Buts internationaux de Patrick Dorgu | Buts internationaux de Patrick Dorgu | Buts internationaux de Patrick Dorgu | Buts internationaux de Patrick Dorgu | Buts internationaux de Patrick Dorgu |
| 0                                    | Date                                 | Lieu                                 | Compétition                          | Résultat                             | Adversaire                           | Détail                               | Détail                               | Sél.                                 |
| ------------------------------------ | ------------------------------------ | ------------------------------------ | ------------------------------------ | ------------------------------------ | ------------------------------------ | ------------------------------------ | ------------------------------------ | ------------------------------------ |
| 1er                                  | 5 septembre 2024                     | Parken Stadium, Copenhague           | Ligue des nations 2024-2025          | 2 - 0                                | Suisse                               | 82e                                  | 1 - 0                                | 1re                                  |

## Palmarés

### En club
| Manchester United (0)                    |
| ---------------------------------------- |
| - Ligue Europa (0) : - Finaliste en 2025 |